# Ḩasanābād-e Pā'īn
Ḩasanābād-e Pā'īn (persiska: Ḩasanābād-e Pā’īn, Ḩasanābād-e Mīān, حسن آباد پائين) är en ort i Iran.   Den ligger i provinsen Khorasan, i den östra delen av landet, 800 km öster om huvudstaden Teheran. Ḩasanābād-e Pā'īn ligger 2 271 meter över havet och antalet invånare är 164.
Terrängen runt Ḩasanābād-e Pā'īn är kuperad.Runt Ḩasanābād-e Pā'īn är det glesbefolkat, med 12 invånare per kvadratkilometer. Närmaste större samhälle är Khorāshād, 8,5 km nordost om Ḩasanābād-e Pā'īn. Trakten runt Ḩasanābād-e Pā'īn är ofruktbar med lite eller ingen växtlighet.